# 三甲
三甲株式会社（さんこう）は、岐阜県瑞穂市に本店を置く日本の化学メーカー。プラスチック物流機器業界では業界トップの約70%のシェアを占める。

## 概要
同じ名称で、同業のサンコープラスチックという企業が存在するが資本関係はない。
北海道札幌市に存在するボウリングを中心とする総合レジャー施設は、同社子会社の北海道三甲が運営している。

## 沿革
- 1951年12月 ‐ 三甲紡績有限会社（資本金：110万円）を設立
- 1961年2月 ‐ 三甲化成株式会社（資本金：800万円）を設立
- 1965年2月 ‐ 三甲株式会社設立
- 1967年10月 ‐ 三甲紡績有限会社及び三甲化成株式会社を三甲株式会社に吸収合併（資本金：1億円）開発・繊維・合成樹脂の3事業部制組織を設立
- 1980年6月 ‐ 本社所在地を岐阜市長良福光より岐阜県本巣郡穂積町（現瑞穂市）本田474-1に移転
- 2006年6月 ‐ 繊維、総合レジャー、開発の3事業部を、それぞれ三甲テキスタイル株式会社、八甲株式会社、三甲リース株式会社に分社化
- 2011年4月 ‐ 日本プラパレット株式会社を100％子会社化
- 2017年4月 ‐ 日本プラコン株式会社を100％子会社化

## 拠点

### 本社
- 岐阜本社 ‐ 岐阜県瑞穂市本田474-1
- 東京本社 ‐ 東京都港区西新橋1-16-7　三甲新橋ビル9階

### 工場
- 北海道第2工場 ‐ 北海道千歳市
- 東北第1工場 ‐ 岩手県北上市
- 東北第2工場 ‐ 福島県郡山市
- 東北第3工場 ‐ 岩手県北上市
- 関東第1工場 ‐ 栃木県足利市
- 関東第2工場 ‐ 群馬県北群馬郡吉岡町
- 関東第3工場 ‐ 茨城県常陸大宮市
- 関東第4工場 ‐ 茨城県常陸大宮市
- 関東第5工場 ‐ 山梨県南アルプス市
- 関東第6工場 ‐ 千葉県富津市
- 関東第7工場 ‐ 茨城県常陸大宮市
- 長野工場 ‐ 長野県上伊那郡飯島町
- 東海工場（パレット） ‐ 静岡県掛川市
- 東海工場（ブロー品） ‐ 静岡県袋井市
- 本社研究工場 ‐ 岐阜県瑞穂市
- 金型工場 ‐ 岐阜県瑞穂市
- 岐阜第1工場 ‐ 岐阜県瑞穂市
- 岐阜第2工場 ‐ 岐阜県不破郡垂井町
- 関西第1工場 ‐ 兵庫県神崎郡市川町
- 関西第2工場 ‐ 三重県伊賀市
- 関西第3工場 ‐ 奈良県天理市
- 山口工場 ‐ 山口県岩国市
- 広島工場 ‐ 広島県三次市
- 四国工場 ‐ 愛媛県四国中央市
- 九州第1工場 ‐ 福岡県古賀市
- 九州第2工場 ‐ 鹿児島県霧島市

## グループ・関連会社
- 三甲リース株式会社
- 三甲テキスタイル株式会社
- 三甲不動産株式会社
- 二甲株式会社
- 五甲株式会社
- 六甲保険サービス株式会社
- 寿屋株式会社
- 株式会社白鳥
- 株式会社新弘
- 日本プラパレット株式会社
- 日本プラコン株式会社
- 天昇電気工業株式会社
- 株式会社菊水
- 株式会社レジェンド
- 東日本開発株式会社
- サンコープラスチックマレーシア
- SANKO Pallet Rental (Thailand) Company Limited
- Sanko Srithai Company Limited
- Sanko Plastics Phils.,Inc.
- SANKO Plastics (Thailand) Co., Ltd.